# Thíra (district régional)
Pour les articles homonymes, voir Thíra.
Le district régional de Thíra (grec moderne : Περιφερειακή ενότητα Θήρας) est l'un des districts régionaux de Grèce qui fait partie de la périphérie (région) de l'Égée-Méridionale. Ce district régional englobe des îles de l'archipel des Cyclades : Santorin (Thíra), Anafi, Folégandros, Ios, Sikinos et quelques autres îles de la mer Égée.

## Administration
Dans le cadre de la réforme gouvernementale de 2011, le Programme Kallikratis, le district régional de Thíra est créé sur une partie de l'ancien nome du  Cyclades. Il comprend 5 municipalités qui sont (numérotées selon la carte dans l'infobox) :
- Anafi (3)
- Folégandros (19)
- Ios (7)
- Thíra (6)
- Sikinos (16)